# Tweede Kamerverkiezingen in het kiesdistrict Edam
Tweede Kamerverkiezingen in het kiesdistrict Edam geeft een overzicht van verkiezingen voor de Nederlandse Tweede Kamer in het kiesdistrict Edam in de periode 1848-1850.
Het kiesdistrict Edam werd ingesteld na de grondwetsherziening van 1848. Tot het kiesdistrict behoorden de volgende gemeenten: Ankeveen, Blaricum, Broek in Waterland, Buiksloot, Bussum, Edam, 's-Graveland, Hilversum, Huizen, Ilpendam, Katwoude, Kortenhoef, Kwadijk, Landsmeer, Laren, Marken, Middelie, Monnickendam, Muiden, Naarden, Nederhorst den Berg, Nieuwendam, Oosthuizen, Purmerend, Ransdorp, Schellingwoude, Warder, Weesp en Weesperkarspel.
Het kiesdistrict Edam vaardigde in dit tijdvak per zittingsperiode één lid af naar de Tweede Kamer.
Legenda
- vet: gekozen als lid van de Tweede Kamer.

## 30 november 1848
De verkiezingen werden gehouden na ontbinding van de Tweede Kamer, na inwerkingtreding van de herziene grondwet.
|                    | 30 november |
| ------------------ | ----------- |
| Kiesgerechtigden   | 836         |
| Opkomst            | 718         |
| Geldige stemmen    | 713         |
| Blanco stemmen     | 2           |
| Kandidaten         |             |
| W.J.C. van Hasselt | 582         |
| C. Backer          | 74          |
| C.P.L. Brugmans    | 20          |
| Æ. Mackay          | 11          |
| Van Ghert          | 10          |

## Opheffing
In 1850 werd het kiesdistrict Edam opgeheven. De tot het  kiesdistrict behorende gemeenten werden ingedeeld bij de al bestaande kiesdistricten Amersfoort (Ankeveen, Blaricum, Bussum, 's-Graveland, Hilversum, Huizen, Kortenhoef, Laren, Muiden, Naarden, Nederhorst den Berg, Weesp en Weesperkarspel) en Hoorn (de overige gemeenten) die beide omgezet werden in een meervoudig kiesdistrict.